# أفدون (باسكورتوستان)
أفدون (بالروسية: Авдон) هي مدينة في جمهورية باشكورتوستان في روسيا.